# Eudendrium cochleatum
Eudendrium cochleatum is een hydroïdpoliep uit de familie Eudendriidae. De poliep komt uit het geslacht Eudendrium. Eudendrium cochleatum werd in 1877 voor het eerst wetenschappelijk beschreven door Allman. 